# Geneva (Illinois)
Geneva is een plaats (city) in de Amerikaanse staat Illinois, en valt bestuurlijk gezien onder Kane County.

## Demografie
Bij de volkstelling in 2000 werd het aantal inwoners vastgesteld op 19.515. In 2006 is het aantal inwoners door het United States Census Bureau geschat op 23.975, een stijging van 4460 (22,9%).

## Geografie
Volgens het United States Census Bureau beslaat de plaats een oppervlakte van 22,3 km², waarvan 21,8 km² land en 0,5 km² water. Geneva ligt op ongeveer 213 m boven zeeniveau.

## Plaatsen in de nabije omgeving
De onderstaande figuur toont nabijgelegen plaatsen in een straal van 12 km rond Geneva.

## Geboren
- Bob Woodward (1943), journalist